# Els fills de la mitjanit
Els fills de la mitjanit (en anglès, Midnight's Children) és un llibre de Salman Rushdie publicat el 1981, traduït al català per Joan Sellent Arús, que tracta sobre la transició de l'Índia del colonialisme britànic a la independència i la partició de l'Índia. Es considera un exemple de literatura postcolonial i realisme màgic. La història és explicada pel seu protagonista principal, Saleem Sinai, i se situa en el context d'esdeveniments històrics reals com a ficció històrica. Construeix la seva narrativa al voltant d'uns nens amb habilitats màgiques nascuts a la mitjanit del 14 al 15 d'agost de 1947, al moment exacte de la independència de l'Índia i Pakistan.
L'obra va ser guanyadora del Premi Booker i Booker of Bookers. El 2013 es va estrenar la versió cinematogràfica de la novel·la de Rushdie.

## Argument
Els fills de la mitjanit és una vaga al·legoria dels esdeveniments de l'Índia abans i, principalment, després de la independència i la partició del país. El protagonista i narrador de la història és Saleem Sinai, nascut en el moment exacte en què Índia es va convertir en un país independent. Va néixer amb poders telepàtics, a més d'un nas enorme que goteja constantment i amb un olfacte extremadament sensible. La novel·la es divideix en tres llibres.
El llibre comença amb la història de la família de Sinaí, especialment al voltant esdeveniments que van conduir a la independència i la partició de l'Índia. Saleem neix precisament a la mitjanit del 15 d'agost de 1947 i, per tant, té exactament la mateixa edat que l'Índia independent. Més endavant descobreix que tots els nens nascuts a l'Índia entre les 12 i la 1 de la matinada d'aquesta data tenen poders especials. Saleem, utilitzant els seus poders telepàtics, reuneix la Conferència dels Fills de la Mitjanit, un reflex dels problemes relatius a les importants diferències culturals, lingüístiques, religioses i polítiques que Índia va afrontar durant els seus primers anys. Saleem actua com un conducte telepàtic, que posa en contacte centenars de nens dispersos geogràficament mentre intenten descobrir el significat dels seus poders. En particular busca aquells nens nascuts més propers al punt de la mitjanit, que tenen poders més poderosos que no pas els altres. Shiva "dels genolls", la rival de Saleem, i Parvati, anomenada "Parvati-la-bruixa", són dos d'aquests nens amb poders importants i que apareixen en la història de Saleem.
Mentrestant, la família de Saleem inicia una sèrie de migracions i pateix les nombroses guerres que afecten el subcontinent. Durant aquest període, Saleem pateix amnèsia fins que entra en un exili quasi-mitològic a la jungla de Sundarban, on recupera la memòria. En fer-ho, es torna a connectar amb els seus amics de la infància. Saleem més tard s'involucra en la proclamació de l'estat d'emergència per part d'Indira Gandhi i la "neteja" del suburbi de Jama Masjid. Posteriorment Saleem es converteix en presoner polític en una sèrie de passatges que contenen ferotges crítiques sobre els abusos d'Indira Gandhi durant l'emergència, així com sobre el poder que es confon amb la divinitat. El període d'emergència coincideix amb el final dels poders dels fills de la mitjanit, i a Saleem li queda poca cosa a fer a part d'escriure la crònica que inclou tant la seva història personal com la del seu país, una crònica escrita per al seu fill, que, igual que el seu pare, també té poders lligats a la història del país.